# Martin-chasseur montagnard
Syma megarhyncha
Espèce
Statut de conservation UICN

 LC  : Préoccupation mineure
Le Martin-chasseur montagnard (Syma megarhyncha) est une des deux espèces de martins-chasseurs du genre Syma.